# Sarmatia lycinea
Sarmatia lycinea là một loài bướm đêm trong họ Erebidae.